# Argentina en la Copa Mundial de Fútbol de 2014

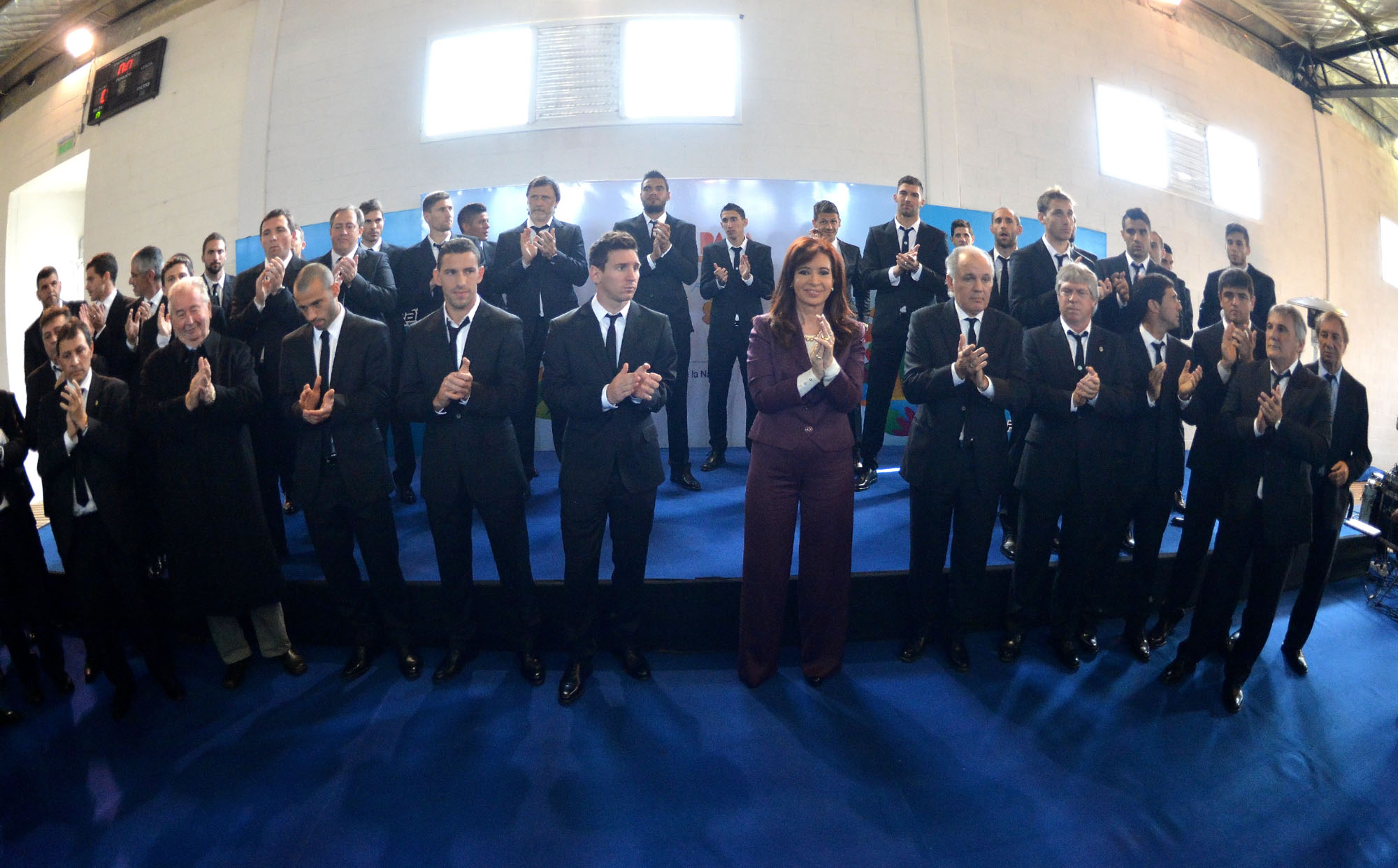
La presidente argentina Cristina Fernández de Kirchner junto con la selección argentina al llegar al país el 14 de julio.

La selección de Argentina fue uno de los 32 equipos participantes en la Copa Mundial de Fútbol de 2014. El torneo se llevó a cabo del 12 de junio al 13 de julio en Brasil.
Fue la decimosexta participación de Argentina, que formó parte del Grupo F, junto a Bosnia y Herzegovina, Irán y Nigeria.

## Clasificación
Tras la eliminación en la Copa América 2011 en cuartos de final, Sergio Batista renunció a la dirección técnica de la Albiceleste el 25 de julio de 2011. En su lugar, la AFA contrató a Alejandro Sabella el 6 de agosto de ese año, con quien la selección se clasificó a su 16.ª Copa Mundial de la FIFA en el primer lugar, siendo la selección más goleadora y la segunda menos goleada detrás de Colombia.
Bajo el mando de Alejandro Sabella, Argentina inició el camino hacia la clasificación a Brasil 2014 contra Chile, el 7 de octubre de 2011, ganando 4 a 1 con tres goles de Gonzalo Higuaín y un gol de Lionel Messi. La derrota ante Venezuela por 1 a 0 y el empate con Bolivia, por un tanto contra uno, dificultan las cosas pero son calladas en el partido contra Colombia por 2 a 1, iniciando el camino hacia la clasificación en el partido contra Paraguay por 5 a 2; el 10 de septiembre de 2013 faltando dos fechas para el término de las eliminatorias, convirtiéndose en la décima selección en clasificarse al torneo.

### Tabla de resultados
| Pos. | Selección | Pts | PJ | PG | PE | PP | GF | GC | Dif. |
| ---- | --------- | --- | -- | -- | -- | -- | -- | -- | ---- |
| 1.   | Argentina | 32  | 16 | 9  | 5  | 2  | 35 | 15 | 20   |
| 2.   | Colombia  | 30  | 16 | 9  | 3  | 4  | 27 | 13 | 14   |
| 3.   | Chile     | 28  | 16 | 9  | 1  | 6  | 29 | 25 | 4    |
| 4.   | Ecuador   | 25  | 16 | 7  | 4  | 5  | 20 | 16 | 4    |
| 5.   | Uruguay   | 25  | 16 | 7  | 4  | 5  | 25 | 25 | 0    |
| 6.   | Venezuela | 20  | 16 | 5  | 5  | 6  | 14 | 20 | −6   |
| 7.   | Perú      | 15  | 16 | 4  | 3  | 9  | 17 | 26 | −9   |
| 8.   | Bolivia   | 12  | 16 | 2  | 6  | 8  | 17 | 30 | −13  |
| 9.   | Paraguay  | 12  | 16 | 3  | 3  | 10 | 17 | 31 | −14  |

### Partidos
| Fecha                    | Lugar          | Jornada |           | Resultado |           |
| ------------------------ | -------------- | ------- | --------- | --------- | --------- |
| 7 de octubre de 2011     | Buenos Aires   | 1       | Argentina | 4:1 (2:0) | Chile     |
| 11 de octubre de 2011    | Puerto La Cruz | 2       | Venezuela | 1:0 (0:0) | Argentina |
| 11 de noviembre de 2011  | Buenos Aires   | 3       | Argentina | 1:1 (0:0) | Bolivia   |
| 15 de noviembre de 2011  | Barranquilla   | 4       | Colombia  | 1:2 (1:0) | Argentina |
| 2 de junio de 2012       | Buenos Aires   | 5       | Argentina | 4:0 (3:0) | Ecuador   |
| 7 de septiembre de 2012  | Córdoba        | 6       | Argentina | 3:1 (2:1) | Paraguay  |
| 11 de septiembre de 2012 | Lima           | 7       | Perú      | 1:1 (1:1) | Argentina |
| 12 de octubre de 2012    | Mendoza        | 8       | Argentina | 3:0 (0:0) | Uruguay   |
| 16 de octubre de 2012    | Santiago       | 9       | Chile     | 1:2 (0:2) | Argentina |
| 22 de marzo de 2013      | Buenos Aires   | 10      | Argentina | 3:0 (2:0) | Venezuela |
| 26 de marzo de 2013      | La Paz         | 11      | Bolivia   | 1:1 (1:1) | Argentina |
| 7 de junio de 2013       | Buenos Aires   | 12      | Argentina | 0:0       | Colombia  |
| 11 de junio de 2013      | Quito          | 13      | Ecuador   | 1:1 (1:1) | Argentina |
| 10 de septiembre de 2013 | Asunción       | 14      | Paraguay  | 2:5 (1:2) | Argentina |
| 11 de octubre de 2013    | Buenos Aires   | 15      | Argentina | 3:1 (2:1) | Perú      |
| 15 de octubre de 2013    | Montevideo     | 16      | Uruguay   | 3:2 (2:2) | Argentina |

### Goleadores
| #     | Jugador          | Anotado | PJ | Prom. | Jugada | Cabeza | Tiro libre | Penal |
| ----- | ---------------- | ------- | -- | ----- | ------ | ------ | ---------- | ----- |
| 1     | Lionel Messi     | 10      | 14 | 0.71  | 5      | 0      | 2          | 3     |
| 2     | Gonzalo Higuaín  | 9       | 11 | 0.82  | 9      | 0      | 0          | 0     |
| 3     | Sergio Agüero    | 5       | 8  | 0.63  | 4      | 0      | 0          | 1     |
| 4     | Maxi Rodríguez   | 3       | 6  | 0.5   | 3      | 0      | 0          | 0     |
|       | Ezequiel Lavezzi | 3       | 8  | 0.38  | 3      | 0      | 0          | 0     |
|       | Ángel Di María   | 3       | 12 | 0.25  | 3      | 0      | 0          | 0     |
| 5     | Éver Banega      | 1       | 8  | 0.13  | 0      | 1      | 0          | 0     |
|       | Rodrigo Palacio  | 1       | 8  | 0.13  | 1      | 0      | 0          | 0     |
| Total | Total            | 35      | 16 | 2.19  | 28     | 1      | 2          | 4     |

## Preparación

### Partidos previos
Datos correspondientes al periodo entre la finalización de la Copa América 2011 y el inicio de la Copa Mundial de Fútbol de 2014
| Fecha                   | Lugar              | Competición |            |                           | Resultado |                                 |                  |
| ----------------------- | ------------------ | ----------- | ---------- | ------------------------- | --------- | ------------------------------- | ---------------- |
| 2 de septiembre de 2011 | Calcuta            | Amistoso    | Argentina  | Bandera de Argentina      | 1:0 (0:0) | Bandera de Venezuela            | Venezuela        |
| 6 de septiembre de 2011 | Daca               | Amistoso    | Nigeria    | Bandera de Nigeria        | 1:3 (0:2) | Bandera de Argentina            | Argentina        |
| 29 de febrero de 2012   | Berna              | Amistoso    | Suiza      | Bandera de Suiza          | 1:3 (0:1) | Bandera de Argentina            | Argentina        |
| 9 de junio de 2012      | East Rutherford    | Amistoso    | Argentina  | Bandera de Argentina      | 4:3 (2:1) | Bandera de Brasil               | Brasil           |
| 15 de agosto de 2012    | Fráncfort del Meno | Amistoso    | Alemania   | Bandera de Alemania       | 1:3 (0:1) | Bandera de Argentina            | Argentina        |
| 14 de noviembre de 2012 | Riad               | Amistoso    | A. Saudita | Bandera de Arabia Saudita | 0:0       | Bandera de Argentina            | Argentina        |
| 6 de febrero de 2013    | Estocolmo          | Amistoso    | Suecia     | Bandera de Suecia         | 2:3 (1:3) | Bandera de Argentina            | Argentina        |
| 14 de junio de 2013     | Guatemala          | Amistoso    | Guatemala  | Bandera de Guatemala      | 0:4 (0:3) | Bandera de Argentina            | Argentina        |
| 14 de agosto de 2013    | Roma               | Amistoso    | Italia     | Bandera de Italia         | 1:2 (0:1) | Bandera de Argentina            | Argentina        |
| 15 de noviembre de 2013 | East Rutherford    | Amistoso    | Ecuador    | Bandera de Ecuador        | 0:0       | Bandera de Argentina            | Argentina        |
| 18 de noviembre de 2013 | Saint Louis        | Amistoso    | Argentina  | Bandera de Argentina      | 2:0 (1:0) | Bandera de Bosnia y Herzegovina | B. y Herzegovina |
| 5 de marzo de 2014      | Bucarest           | Amistoso    | Rumania    | Bandera de Rumania        | 0:0       | Bandera de Argentina            | Argentina        |
| 4 de junio de 2014      | Buenos Aires       | Amistoso    | Argentina  | Bandera de Argentina      | 3:0 (1:0) | Bandera de Trinidad y Tobago    | T. y Tobago      |
| 7 de junio de 2014      | La Plata           | Amistoso    | Argentina  | Bandera de Argentina      | 2:0 (1:0) | Bandera de Eslovenia            | Eslovenia        |

#### Venezuela vs. Argentina
| 2 de septiembre de 2011 | Venezuela | 0:1 (0:0) | Argentina    | Estadio de la Juventud India, Calcuta                       |                                                             |
| 19:00 (UTC+5:30)        |           | Reporte   | Otamendi 70' | Asistencia: 70 000 espectadores Árbitro(s): Rowan Arumughan | Asistencia: 70 000 espectadores Árbitro(s): Rowan Arumughan |

| Uniformes | Uniformes |
| --------- | --------- |
|           |           |

#### Argentina vs. Nigeria
| 6 de septiembre de 2011 | Argentina                                         | 3:1 (2:0) | Nigeria   | Estadio Nacional, Daca                                         |                                                                |
| 19:00 (UTC+6)           | Higuaín 24' · Di María 26' · Echiéjilé 65' (a.g.) | Reporte   | Obasi 46' | Asistencia: 20 000 espectadores Árbitro(s): Tayeb Shamsuzzaman | Asistencia: 20 000 espectadores Árbitro(s): Tayeb Shamsuzzaman |

| Uniformes | Uniformes |
| --------- | --------- |
|           |           |

#### Suiza vs. Argentina
| 29 de febrero de 2012 | Suiza       | 1:3 (0:1) | Argentina                    | Stade de Suisse, Berna                                    |                                                           |
| 20:30 (UTC+1)         | Shaqiri 49' | Reporte   | Messi 20', 88', 90+3' (pen.) | Asistencia: 34 000 espectadores Árbitro(s): Florian Meyer | Asistencia: 34 000 espectadores Árbitro(s): Florian Meyer |

| Uniformes | Uniformes |
| --------- | --------- |
|           |           |

#### Argentina vs. Brasil
| 9 de junio de 2012 | Argentina                           | 4:3 (2:1) | Brasil                            | MetLife Stadium, East Rutherford                         |                                                          |
| 15:00 (UTC-4)      | Messi 31', 34', 85' · Fernández 76' | Reporte   | Rômulo 23' · Oscar 56' · Hulk 72' | Asistencia: 81 994 espectadores Árbitro(s): Jair Marrufo | Asistencia: 81 994 espectadores Árbitro(s): Jair Marrufo |

| Uniformes | Uniformes |
| --------- | --------- |
|           |           |

#### Alemania vs. Argentina
| 15 de agosto de 2012 | Alemania    | 1:3 (0:1) | Argentina                                | Deutsche Bank Park, Fráncfort del Meno                     |                                                            |
| 20:45 (UTC+2)        | Höwedes 81' | Reporte   | Khedira 45+1' · Messi 52' · Di María 73' | Asistencia: 48 808 espectadores Árbitro(s): Jonas Eriksson | Asistencia: 48 808 espectadores Árbitro(s): Jonas Eriksson |

| Uniformes | Uniformes |
| --------- | --------- |
|           |           |

#### Ecuador vs. Argentina
| 15 de noviembre de 2013 | Ecuador | 0:0     | Argentina | MetLife Stadium, East Rutherford                            |                                                             |
| 20:00 (UTC-5)           |         | Reporte |           | Asistencia: 38 000 espectadores Árbitro(s): Silviu Petrescu | Asistencia: 38 000 espectadores Árbitro(s): Silviu Petrescu |

| Uniformes | Uniformes |
| --------- | --------- |
|           |           |

#### Argentina vs. Bosnia y Herzegovina
| 18 de noviembre de 2013 | Argentina       | 2:0 (1:0) | Bosnia y Herzegovina | Busch Stadium, San Luis                                     |                                                             |
| 19:30 (UTC-6)           | Agüero 40', 66' | Reporte   |                      | Asistencia: 35 000 espectadores Árbitro(s): Edvin Jurisevic | Asistencia: 35 000 espectadores Árbitro(s): Edvin Jurisevic |

| Uniformes | Uniformes |
| --------- | --------- |
|           |           |

#### Rumania vs. Argentina
| 5 de marzo de 2014 | Rumania | 0:0     | Argentina | Arena Națională, Bucarest                                   |                                                             |
| 21:00 (UTC+2)      |         | Reporte |           | Asistencia: 53 000 espectadores Árbitro(s): Gianluca Rocchi | Asistencia: 53 000 espectadores Árbitro(s): Gianluca Rocchi |

| Uniformes | Uniformes |
| --------- | --------- |
|           |           |

#### Argentina vs. Trinidad y Tobago
| 4 de junio de 2014 | Argentina                                      | 3:0 (1:0) | Trinidad y Tobago | Estadio Monumental, Buenos Aires                             |                                                              |
| 19:15 (UTC-3)      | Palacio 45+1' · Mascherano 51' · Rodríguez 64' | Reporte   |                   | Asistencia: 40 000 espectadores Árbitro(s): Daniel Fedorczuk | Asistencia: 40 000 espectadores Árbitro(s): Daniel Fedorczuk |

| Uniformes | Uniformes |
| --------- | --------- |
|           |           |

#### Argentina vs. Eslovenia
| 7 de junio de 2014 | Argentina               | 2:0 (1:0) | Eslovenia | Estadio Ciudad de La Plata, La Plata                       |                                                            |
| 15:45 (UTC-3)      | Álvarez 12' · Messi 76' | Reporte   |           | Asistencia: 53 000 espectadores Árbitro(s): Martín Vázquez | Asistencia: 53 000 espectadores Árbitro(s): Martín Vázquez |

| Uniformes | Uniformes |
| --------- | --------- |
|           |           |

### Campamento base
El 23 de octubre de 2013 la Asociación del Fútbol Argentino (AFA) anunció que la ciudad de Vespasiano, en el estado de Minas Gerais, fue elegida como la sede del campamento base de la selección argentina durante su participación en la copa mundial.
El Centro de Entrenamiento Cidade do Galo, propiedad y casa del club Atlético Mineiro, servirá como lugar de entrenamientos y hospedaje de la delegación argentina. El complejo Cidade de Galo, que cuenta con cuatro campos de fútbol oficiales; un hotel con 20 suites y otro más pequeño de 19, fue declarado en 2010 como el mejor centro de entrenamiento de Brasil y está ubicado a 15 kilómetros del Aeropuerto Internacional Tancredo Nebes.
Julio Grondona, presidente de la AFA, firmó el convenio para el uso del complejo con Alexandre Kalil y Daniel Diniz Nepomuceno presidente y vicepresidente del club de Belo Horizonte.

## Uniforme

### Oficial

#### Manga corta
| Opción 1 | Opción 2 | Opción 3 | Opción 4 | Opción 5 | Opción 6 | Opción 7 | Opción 8 | Opción 9 |

#### Manga larga
| Opción 1 | Opción 2 | Opción 3 | Opción 4 | Opción 5 | Opción 6 | Opción 7 | Opción 8 | Opción 9 |

### Alternativo

#### Manga corta
| Opción 1 | Opción 2 | Opción 3 | Opción 4 | Opción 5 | Opción 6 | Opción 7 | Opción 8 | Opción 9 |

#### Manga larga
| Opción 1 | Opción 2 | Opción 3 | Opción 4 | Opción 5 | Opción 6 | Opción 7 | Opción 8 | Opción 9 |

### Portero

#### Manga corta
| Opción 1 | Opción 2 | Opción 3 |

#### Manga larga
| Opción 1 | Opción 2 | Opción 3 |

### Entrenamiento
|  |

### Cuerpo técnico
|  |

## Plantel

### Lista preliminar
El 13 de mayo de 2014 el entrenador de la selección de Argentina, Alejandro Sabella, dio a conocer la lista provisional de 30 jugadores convocados, el encargado de anunciar la lista fue el director de Medios y Comunicación de la AFA, Ernesto Cherquis Bialo.
Los siguientes jugadores no formaron parte de la nómina definitiva de 23 pero fueron incluidos en la lista provisional de 30 jugadores que la Asociación del Fútbol Argentino (AFA) envió a la FIFA. Los primeros descartados por el técnico Sabella fueron los defensas Lisandro López y Gabriel Mercado, el mediocampista Fabián Rinaudo además del delantero Franco Di Santo.
| N.º |                                      | Nombre           | Posición       | Edad    | PJ | G | Equipo             |
| --- | ------------------------------------ | ---------------- | -------------- | ------- | -- | - | ------------------ |
| -   | Bandera de la Provincia del Chubut   | Gabriel Mercado  | Defensa        | 27 años | 1  | 0 | River Plate        |
| -   | Bandera de la Provincia de Santa Fe  | Lisandro López   | Defensa        | 24 años | 4  | 0 | Getafe             |
| -   | Bandera de la Ciudad de Buenos Aires | Nicolás Otamendi | Defensa        | 26 años | 16 | 1 | Atlético Mineiro   |
| -   | Bandera de la Provincia de Santa Fe  | Éver Banega      | Centrocampista | 25 años | 24 | 2 | Newell's Old Boys  |
| -   | Bandera de la Provincia de Santa Fe  | Fabián Rinaudo   | Centrocampista | 27 años | 4  | 0 | Catania            |
| -   | Bandera de la Provincia de Santa Fe  | José Sosa        | Centrocampista | 28 años | 19 | 1 | Atlético de Madrid |
| -   | Bandera de la Provincia de Mendoza   | Franco Di Santo  | Delantero      | 25 años | 3  | 0 | Werder Bremen      |

### Lista final
La nómina definitiva de 23 jugadores que asistieron al mundial se anunció el 2 de junio.
Datos correspondientes al día de inicio del torneo
| N.º |                                         | Nombre                | Posición       | Edad    | PJ | G  | Equipo              |
| --- | --------------------------------------- | --------------------- | -------------- | ------- | -- | -- | ------------------- |
| 1   | Bandera de la Provincia de Misiones     | Sergio Romero         | Guardameta     | 27 años | 47 | 0  | A. S. Mónaco        |
| 12  | Bandera de la Provincia de Buenos Aires | Agustín Orion         | Guardameta     | 32 años | 3  | 0  | Boca Juniors        |
| 21  | Bandera de la Ciudad de Buenos Aires    | Mariano Andújar       | Guardameta     | 30 años | 10 | 0  | Napoli              |
| 2   | Bandera de la Provincia de Santa Fe     | Ezequiel Garay        | Defensa        | 27 años | 18 | 0  | S. L.Benfica        |
| 3   | Bandera de la Provincia de Córdoba      | Hugo Campagnaro       | Defensa        | 33 años | 15 | 0  | Internazionale      |
| 4   | Bandera de la Provincia de Buenos Aires | Pablo Zabaleta        | Defensa        | 29 años | 36 | 0  | Manchester City     |
| 15  | Bandera de la Provincia de Córdoba      | Martín Demichelis     | Defensa        | 33 años | 38 | 2  | Manchester City     |
| 16  | Bandera de la Provincia de Buenos Aires | Marcos Rojo           | Defensa        | 24 años | 22 | 0  | Sporting de Lisboa  |
| 17  | Bandera de la Provincia de Buenos Aires | Federico Fernández    | Defensa        | 25 años | 26 | 2  | Napoli              |
| 23  | Bandera de la Provincia de Buenos Aires | José María Basanta    | Defensa        | 30 años | 10 | 0  | Monterrey           |
| 5   | Bandera de la Provincia de Buenos Aires | Fernando Gago         | Centrocampista | 28 años | 57 | 0  | Boca Juniors        |
| 6   | Bandera de la Provincia de Buenos Aires | Lucas Biglia          | Centrocampista | 28 años | 19 | 0  | Lazio               |
| 7   | Bandera de la Provincia de Santa Fe     | Ángel Di María        | Centrocampista | 26 años | 47 | 9  | Real Madrid         |
| 8   | Bandera de la Provincia de Mendoza      | Enzo Pérez            | Centrocampista | 28 años | 8  | 1  | S. L.Benfica        |
| 11  | Bandera de la Provincia de Santa Fe     | Maximiliano Rodríguez | Centrocampista | 33 años | 55 | 16 | Newell's Old Boys   |
| 13  | Bandera de la Provincia de Buenos Aires | Augusto Fernández     | Centrocampista | 28 años | 9  | 1  | Celta de Vigo       |
| 14  | Bandera de la Provincia de Santa Fe     | Javier Mascherano     | Centrocampista | 30 años | 98 | 3  | Barcelona           |
| 19  | Bandera de la Ciudad de Buenos Aires    | Ricardo Álvarez       | Delantero      | 26 años | 7  | 1  | Internazionale      |
| 9   | Bandera de Francia                      | Gonzalo Higuaín       | Delantero      | 26 años | 36 | 20 | Napoli              |
| 10  | Bandera de la Provincia de Santa Fe     | Lionel Messi          | Delantero      | 26 años | 86 | 38 | Barcelona           |
| 18  | Bandera de la Provincia de Buenos Aires | Rodrigo Palacio       | Delantero      | 32 años | 20 | 3  | Internazionale      |
| 20  | Bandera de la Ciudad de Buenos Aires    | Sergio Agüero         | Delantero      | 26 años | 51 | 21 | Manchester City     |
| 22  | Bandera de la Provincia de Santa Fe     | Ezequiel Lavezzi      | Delantero      | 29 años | 31 | 4  | Paris Saint-Germain |
|     | Bandera de la Ciudad de Buenos Aires    | Alejandro Sabella     | Entrenador     | 54 años |    |    |                     |

#### Jugadores por liga
| Liga             | Jugadores aportados |
| ---------------- | ------------------- |
| Serie A          | 7                   |
| La Liga          | 4                   |
| Premier League   | 3                   |
| Primeira Liga    | 3                   |
| Primera División | 3                   |
| Ligue 1          | 2                   |
| Liga MX          | 1                   |

#### Jugadores por provincia
| Provincia       | Jugadores aportados |
| --------------- | ------------------- |
| Buenos Aires    | 9                   |
| Santa Fe        | 6                   |
| Capital Federal | 3                   |
| Córdoba         | 2                   |
| Mendoza         | 1                   |
| Misiones        | 1                   |
| Extranjero      | 1                   |

### Cuerpo técnico
| · Cuerpo técnico          | · Cuerpo técnico                       |
| ------------------------- | -------------------------------------- |
| Entrenador:               | Alejandro Sabella                      |
| Asistentes:               | Julián Camino Claudio Gugnali          |
| Preparador físicos:       | Pablo Blanco Marcelo Frezzini          |
| Entrenadores de porteros: | Juan José Romero Sergio García         |
| Médicos:                  | Daniel Martínez Alejandro Rolón        |
| Videoanalistas:           | Eduardo Giménez Marcelo Ramos          |
| Kinesiólogos:             | Luis García Rubén Araguas Pablo Varela |
| Fisioterapeuta:           | Marcelo D’Andrea                       |

### Sparrings
El entrenador de la categoría Sub-20 Humberto Grondona (homónimo e hijo del Presidente de la A.F.A.), designó a los siguientes 16 jugadores para que hagan de sparrings de la mayor durante el mundial: Tiago Casasola, Iván Leszczuk (Boca Juniors); Augusto Batalla, Tomás Martínez, Juan Cruz Kaprof, Giovanni Simeone, Emanuel Mammana (River Plate); Rodrigo Contreras (San Lorenzo); Rodrigo Moreira, Fabricio Bustos (Independiente); Enrique Sánchez, Nicolás Tripichio (Vélez Sarsfield); Joaquín Ibáñez (Lanús); Ignacio Lachalde (Gimnasia y Esgrima La Plata); Mariano Bareiro (Racing Club); Alejandro Melo (Nueva Chicago).

## Participación
- Los horarios son correspondientes a la hora local de cada ciudad: Manaos y Cuiabá (UTC-4), resto de las sedes (UTC-3).

### Partidos
| Fecha       | Lugar          | Instancia        |              |                             | Resultado      |                                 |                  |
| ----------- | -------------- | ---------------- | ------------ | --------------------------- | -------------- | ------------------------------- | ---------------- |
| 15 de junio | Río de Janeiro | Fase de grupos   | Argentina    | Bandera de Argentina        | 2:1 (1:0)      | Bandera de Bosnia y Herzegovina | B. y Herzegovina |
| 21 de junio | Belo Horizonte | Fase de grupos   | Argentina    | Bandera de Argentina        | 1:0 (0:0)      | Bandera de Irán                 | Irán             |
| 25 de junio | Porto Alegre   | Fase de grupos   | Nigeria      | Bandera de Nigeria          | 2:3 (1:2)      | Bandera de Argentina            | Argentina        |
| 1 de julio  | São Paulo      | Octavos de final | Argentina    | Bandera de Argentina        | 1:0 (0:0, 0:0) | Bandera de Suiza                | Suiza            |
| 5 de julio  | Brasilia       | Cuartos de final | Argentina    | Bandera de Argentina        | 1:0 (1:0)      | Bandera de Bélgica              | Bélgica          |
| 9 de julio  | São Paulo      | Semifinal        | Países Bajos | Bandera de los Países Bajos | 0:0 (2:4 p.)   | Bandera de Argentina            | Argentina        |
| 13 de julio | Río de Janeiro | Final            | Alemania     | Bandera de Alemania         | 1:0 (0:0, 0:0) | Bandera de Argentina            | Argentina        |

### Fase de grupos - Grupo D
Argentina estuvo incluida en el Grupo F junto con las selecciones de Nigeria, Bosnia y Herzegovina e Irán, clasificándose posteriormente para la segunda ronda. Poco tiempo atrás había escogido como cuartel el centro de entrenamiento del Clube Atlético Mineiro, en Belo Horizonte y el sorteo la favoreció por las cercanías entre las ciudades en las que debía jugar sus respectivos partidos.
| Selección            | Pts | PJ | PG | PE | PP | GF | GC | Dif |
| -------------------- | --- | -- | -- | -- | -- | -- | -- | --- |
| Argentina            | 9   | 3  | 3  | 0  | 0  | 6  | 3  | 3   |
| Nigeria              | 4   | 3  | 1  | 1  | 1  | 3  | 3  | 0   |
| Bosnia y Herzegovina | 3   | 3  | 1  | 0  | 2  | 4  | 4  | 0   |
| Irán                 | 1   | 3  | 0  | 1  | 2  | 1  | 4  | −3  |

|  | Clasificados a los octavos de final. |

#### Argentina vs. Bosnia y Herzegovina
| 15 de junio, 19:00 | Argentina                       | 2:1 (1:0) | Bosnia y Herzegovina | Estadio Maracaná, Río de Janeiro                         |                                                          |
|                    | Kolašinac 3' (a.g.) · Messi 65' | Reporte   | Ibišević 85'         | Asistencia: 74 738 espectadores Árbitro(s): Joel Aguilar | Asistencia: 74 738 espectadores Árbitro(s): Joel Aguilar |

| 1          | Guardameta     | Sergio Romero         |     |
| 2          | Defensa        | Ezequiel Garay        |     |
| 3          | Defensa        | Hugo Campagnaro       | 46' |
| 4          | Defensa        | Pablo Zabaleta        |     |
| 16         | Defensa        | Marcos Rojo           |     |
| 17         | Defensa        | Federico Fernández    |     |
| 7          | Centrocampista | Ángel Di María        |     |
| 11         | Centrocampista | Maximiliano Rodríguez | 46' |
| 14         | Centrocampista | Javier Mascherano     |     |
| 10         | Delantero      | Lionel Messi          |     |
| 20         | Delantero      | Sergio Agüero         | 87' |
| Entrenador | Entrenador     | Alejandro Sabella     |     |

| 1          | Guardameta     | Asmir Begović      |     |
| 3          | Defensa        | Ermin Bičakčić     |     |
| 4          | Defensa        | Emir Spahić        |     |
| 5          | Defensa        | Sead Kolašinac     |     |
| 13         | Defensa        | Mensur Mujdža      | 69' |
| 7          | Centrocampista | Muhamed Bešić      |     |
| 8          | Centrocampista | Miralem Pjanić     |     |
| 10         | Centrocampista | Zvjezdan Misimović | 74' |
| 16         | Centrocampista | Senad Lulić        |     |
| 20         | Centrocampista | Izet Hajrović      | 71' |
| 11         | Delantero      | Edin Džeko         |     |
| Entrenador | Entrenador     | Safet Sušić        |     |

| 5 | Centrocampista | Fernando Gago   | 46' |
| 9 | Delantero      | Gonzalo Higuaín | 46' |
| 6 | Centrocampista | Lucas Biglia    | 87' |

| 9  | Delantero      | Vedad Ibišević   | 69' |
| 19 | Centrocampista | Edin Višća       | 71' |
| 18 | Centrocampista | Haris Medunjanin | 74' |

| Anotado · Autogol | 3'  | Sead Kolašinac | 1:0 |
| Anotado           | 65' | Lionel Messi   | 2:0 |

| Anotado | 85' | Vedad Ibišević | 2:1 |

| Amonestado | 25' | Marcos Rojo |

| Amonestado | 63' | Emir Spahić |

| Árbitro             | Joel Aguilar       |
| Árbitros asistentes | William Torres     |
| Árbitros asistentes | Juan Zumba         |
| Cuarto árbitro      | Djamel Haimoudi    |
| Quinto árbitro      | Abdelhalk Etchiali |

| 1          | Guardameta     | Sergio Romero         |     |
| 2          | Defensa        | Ezequiel Garay        |     |
| 3          | Defensa        | Hugo Campagnaro       | 46' |
| 4          | Defensa        | Pablo Zabaleta        |     |
| 16         | Defensa        | Marcos Rojo           |     |
| 17         | Defensa        | Federico Fernández    |     |
| 7          | Centrocampista | Ángel Di María        |     |
| 11         | Centrocampista | Maximiliano Rodríguez | 46' |
| 14         | Centrocampista | Javier Mascherano     |     |
| 10         | Delantero      | Lionel Messi          |     |
| 20         | Delantero      | Sergio Agüero         | 87' |
| Entrenador | Entrenador     | Alejandro Sabella     |     |

| 1          | Guardameta     | Asmir Begović      |     |
| 3          | Defensa        | Ermin Bičakčić     |     |
| 4          | Defensa        | Emir Spahić        |     |
| 5          | Defensa        | Sead Kolašinac     |     |
| 13         | Defensa        | Mensur Mujdža      | 69' |
| 7          | Centrocampista | Muhamed Bešić      |     |
| 8          | Centrocampista | Miralem Pjanić     |     |
| 10         | Centrocampista | Zvjezdan Misimović | 74' |
| 16         | Centrocampista | Senad Lulić        |     |
| 20         | Centrocampista | Izet Hajrović      | 71' |
| 11         | Delantero      | Edin Džeko         |     |
| Entrenador | Entrenador     | Safet Sušić        |     |

| 5 | Centrocampista | Fernando Gago   | 46' |
| 9 | Delantero      | Gonzalo Higuaín | 46' |
| 6 | Centrocampista | Lucas Biglia    | 87' |

| 9  | Delantero      | Vedad Ibišević   | 69' |
| 19 | Centrocampista | Edin Višća       | 71' |
| 18 | Centrocampista | Haris Medunjanin | 74' |

| Anotado · Autogol | 3'  | Sead Kolašinac | 1:0 |
| Anotado           | 65' | Lionel Messi   | 2:0 |

| Anotado | 85' | Vedad Ibišević | 2:1 |

| Amonestado | 25' | Marcos Rojo |

| Amonestado | 63' | Emir Spahić |

| Árbitro             | Joel Aguilar       |
| Árbitros asistentes | William Torres     |
| Árbitros asistentes | Juan Zumba         |
| Cuarto árbitro      | Djamel Haimoudi    |
| Quinto árbitro      | Abdelhalk Etchiali |

| Estadísticas      | Bandera de Argentina | Bandera de Bosnia y Herzegovina |
| Tiros             | 12                   | 16                              |
| Tiros a puerta    | 2                    | 6                               |
| Faltas            | 10                   | 14                              |
| Saques de esquina | 2                    | 6                               |
| Penaltis          | 0                    | 0                               |
| Fueras de juego   | 0                    | 3                               |
| Posesión de balón | 59%                  | 41%                             |

#### Argentina vs. Irán
| 21 de junio, 19:00 | Argentina   | 1:0 (0:0) | Irán | Estadio Mineirão, Belo Horizonte                          |                                                           |
|                    | Messi 90+1' | Reporte   |      | Asistencia: 57 698 espectadores Árbitro(s): Milorad Mažić | Asistencia: 57 698 espectadores Árbitro(s): Milorad Mažić |

| 1          | Guardameta     | Sergio Romero      |       |
| 2          | Defensa        | Ezequiel Garay     |       |
| 4          | Defensa        | Pablo Zabaleta     |       |
| 16         | Defensa        | Marcos Rojo        |       |
| 17         | Defensa        | Federico Fernández |       |
| 5          | Centrocampista | Fernando Gago      |       |
| 7          | Centrocampista | Ángel Di María     | 90+4' |
| 14         | Centrocampista | Javier Mascherano  |       |
| 9          | Delantero      | Gonzalo Higuaín    | 76'   |
| 10         | Delantero      | Lionel Messi       |       |
| 20         | Delantero      | Sergio Agüero      | 76'   |
| Entrenador | Entrenador     | Alejandro Sabella  |       |

| 12         | Guardameta     | Alireza Haghighi     |     |
| 4          | Defensa        | Jalal Hosseini       |     |
| 5          | Defensa        | Amir Hossein Sadeghi |     |
| 15         | Defensa        | Pejman Montazeri     |     |
| 23         | Defensa        | Mehrdad Pooladi      |     |
| 3          | Centrocampista | Ehsan Hajsafi        | 88' |
| 6          | Centrocampista | Javad Nekounam       |     |
| 7          | Centrocampista | Masoud Shojaei       | 76' |
| 14         | Centrocampista | Andranik Teymourian  |     |
| 21         | Centrocampista | Ashkan Dejagah       | 85' |
| 16         | Delantero      | Reza Ghoochannejhad  |     |
| Entrenador | Entrenador     | Carlos Queiroz       |     |

| 18 | Delantero      | Rodrigo Palacio  | 76'   |
| 22 | Delantero      | Ezequiel Lavezzi | 76'   |
| 6  | Centrocampista | Lucas Biglia     | 90+4' |

| 2 | Defensa        | Khosro Heydari      | 76' |
| 9 | Centrocampista | Alireza Jahanbakhsh | 85' |
| 8 | Centrocampista | Reza Haghighi       | 88' |

| Anotado | 90+1' | Lionel Messi | 1:0 |

| Amonestado | 53' | Javad Nekounam |
| Amonestado | 73' | Masoud Shojaei |

| Árbitro             | Milorad Mažić    |
| Árbitros asistentes | Milovan Ristić   |
| Árbitros asistentes | Dalibor Đurđević |
| Cuarto árbitro      | Norbert Hauata   |
| Quinto árbitro      | Aden Range       |

| 1          | Guardameta     | Sergio Romero      |       |
| 2          | Defensa        | Ezequiel Garay     |       |
| 4          | Defensa        | Pablo Zabaleta     |       |
| 16         | Defensa        | Marcos Rojo        |       |
| 17         | Defensa        | Federico Fernández |       |
| 5          | Centrocampista | Fernando Gago      |       |
| 7          | Centrocampista | Ángel Di María     | 90+4' |
| 14         | Centrocampista | Javier Mascherano  |       |
| 9          | Delantero      | Gonzalo Higuaín    | 76'   |
| 10         | Delantero      | Lionel Messi       |       |
| 20         | Delantero      | Sergio Agüero      | 76'   |
| Entrenador | Entrenador     | Alejandro Sabella  |       |

| 12         | Guardameta     | Alireza Haghighi     |     |
| 4          | Defensa        | Jalal Hosseini       |     |
| 5          | Defensa        | Amir Hossein Sadeghi |     |
| 15         | Defensa        | Pejman Montazeri     |     |
| 23         | Defensa        | Mehrdad Pooladi      |     |
| 3          | Centrocampista | Ehsan Hajsafi        | 88' |
| 6          | Centrocampista | Javad Nekounam       |     |
| 7          | Centrocampista | Masoud Shojaei       | 76' |
| 14         | Centrocampista | Andranik Teymourian  |     |
| 21         | Centrocampista | Ashkan Dejagah       | 85' |
| 16         | Delantero      | Reza Ghoochannejhad  |     |
| Entrenador | Entrenador     | Carlos Queiroz       |     |

| 18 | Delantero      | Rodrigo Palacio  | 76'   |
| 22 | Delantero      | Ezequiel Lavezzi | 76'   |
| 6  | Centrocampista | Lucas Biglia     | 90+4' |

| 2 | Defensa        | Khosro Heydari      | 76' |
| 9 | Centrocampista | Alireza Jahanbakhsh | 85' |
| 8 | Centrocampista | Reza Haghighi       | 88' |

| Anotado | 90+1' | Lionel Messi | 1:0 |

| Amonestado | 53' | Javad Nekounam |
| Amonestado | 73' | Masoud Shojaei |

| Árbitro             | Milorad Mažić    |
| Árbitros asistentes | Milovan Ristić   |
| Árbitros asistentes | Dalibor Đurđević |
| Cuarto árbitro      | Norbert Hauata   |
| Quinto árbitro      | Aden Range       |

| Estadísticas      | Bandera de Argentina | Bandera de Irán |
| Tiros             | 21                   | 8               |
| Tiros a puerta    | 4                    | 3               |
| Faltas            | 7                    | 14              |
| Saques de esquina | 10                   | 6               |
| Penaltis          | 0                    | 0               |
| Fueras de juego   | 0                    | 1               |
| Posesión de balón | 75%                  | 25%             |

#### Nigeria vs. Argentina
| 25 de junio, 13:00 | Nigeria      | 2:3 (1:2) | Argentina                  | Estadio Beira-Rio, Porto Alegre                            |                                                            |
|                    | Musa 4', 47' | Reporte   | Messi 3', 45+1' · Rojo 50' | Asistencia: 43 285 espectadores Árbitro(s): Nicola Rizzoli | Asistencia: 43 285 espectadores Árbitro(s): Nicola Rizzoli |

| 1          | Guardameta     | Vincent Enyeama   |     |
| 2          | Defensa        | Joseph Yobo       |     |
| 5          | Defensa        | Efe Ambrose       |     |
| 16         | Defensa        | Juwon Oshaniwa    |     |
| 22         | Defensa        | Kenneth Omeruo    |     |
| 7          | Centrocampista | Ahmed Musa        |     |
| 10         | Centrocampista | Mikel John Obi    |     |
| 17         | Centrocampista | Ogenyi Onazi      |     |
| 18         | Centrocampista | Michael Babatunde | 66' |
| 8          | Delantero      | Peter Odemwingie  | 80' |
| 9          | Delantero      | Emmanuel Emenike  |     |
| Entrenador | Entrenador     | Stephen Keshi     |     |

| 1          | Guardameta     | Sergio Romero      |     |
| 2          | Defensa        | Ezequiel Garay     |     |
| 4          | Defensa        | Pablo Zabaleta     |     |
| 16         | Defensa        | Marcos Rojo        |     |
| 17         | Defensa        | Federico Fernández |     |
| 5          | Centrocampista | Fernando Gago      |     |
| 7          | Centrocampista | Ángel Di María     |     |
| 14         | Centrocampista | Javier Mascherano  |     |
| 9          | Delantero      | Gonzalo Higuaín    | 90' |
| 10         | Delantero      | Lionel Messi       | 63' |
| 20         | Delantero      | Sergio Agüero      | 38' |
| Entrenador | Entrenador     | Alejandro Sabella  |     |

| 20 | Delantero | Michael Uchebo | 66' |
| 19 | Delantero | Uche Nwofor    | 80' |

| 22 | Delantero      | Ezequiel Lavezzi | 38' |
| 19 | Centrocampista | Ricardo Álvarez  | 63' |
| 6  | Centrocampista | Lucas Biglia     | 90' |

| Anotado | 4'  | Ahmed Musa | 1:1 |
| Anotado | 47' | Ahmed Musa | 2:2 |

| Anotado | 3'    | Lionel Messi | 0:1 |
| Anotado | 45+1' | Lionel Messi | 1:2 |
| Anotado | 50'   | Marcos Rojo  | 2:3 |

| Amonestado | 49' | Kenneth Omeruo |
| Amonestado | 51' | Juwon Oshaniwa |

| Árbitro             | Nicola Rizzoli    |
| Árbitros asistentes | Renato Faverani   |
| Árbitros asistentes | Andrea Stefani    |
| Cuarto árbitro      | Svein Oddvar Moen |
| Quinto árbitro      | Kim Haglund       |

| 1          | Guardameta     | Vincent Enyeama   |     |
| 2          | Defensa        | Joseph Yobo       |     |
| 5          | Defensa        | Efe Ambrose       |     |
| 16         | Defensa        | Juwon Oshaniwa    |     |
| 22         | Defensa        | Kenneth Omeruo    |     |
| 7          | Centrocampista | Ahmed Musa        |     |
| 10         | Centrocampista | Mikel John Obi    |     |
| 17         | Centrocampista | Ogenyi Onazi      |     |
| 18         | Centrocampista | Michael Babatunde | 66' |
| 8          | Delantero      | Peter Odemwingie  | 80' |
| 9          | Delantero      | Emmanuel Emenike  |     |
| Entrenador | Entrenador     | Stephen Keshi     |     |

| 1          | Guardameta     | Sergio Romero      |     |
| 2          | Defensa        | Ezequiel Garay     |     |
| 4          | Defensa        | Pablo Zabaleta     |     |
| 16         | Defensa        | Marcos Rojo        |     |
| 17         | Defensa        | Federico Fernández |     |
| 5          | Centrocampista | Fernando Gago      |     |
| 7          | Centrocampista | Ángel Di María     |     |
| 14         | Centrocampista | Javier Mascherano  |     |
| 9          | Delantero      | Gonzalo Higuaín    | 90' |
| 10         | Delantero      | Lionel Messi       | 63' |
| 20         | Delantero      | Sergio Agüero      | 38' |
| Entrenador | Entrenador     | Alejandro Sabella  |     |

| 20 | Delantero | Michael Uchebo | 66' |
| 19 | Delantero | Uche Nwofor    | 80' |

| 22 | Delantero      | Ezequiel Lavezzi | 38' |
| 19 | Centrocampista | Ricardo Álvarez  | 63' |
| 6  | Centrocampista | Lucas Biglia     | 90' |

| Anotado | 4'  | Ahmed Musa | 1:1 |
| Anotado | 47' | Ahmed Musa | 2:2 |

| Anotado | 3'    | Lionel Messi | 0:1 |
| Anotado | 45+1' | Lionel Messi | 1:2 |
| Anotado | 50'   | Marcos Rojo  | 2:3 |

| Amonestado | 49' | Kenneth Omeruo |
| Amonestado | 51' | Juwon Oshaniwa |

| Árbitro             | Nicola Rizzoli    |
| Árbitros asistentes | Renato Faverani   |
| Árbitros asistentes | Andrea Stefani    |
| Cuarto árbitro      | Svein Oddvar Moen |
| Quinto árbitro      | Kim Haglund       |

| Estadísticas      | Bandera de Nigeria | Bandera de Argentina |
| Tiros             | 12                 | 18                   |
| Tiros a puerta    | 3                  | 13                   |
| Faltas            | 16                 | 5                    |
| Saques de esquina | 4                  | 12                   |
| Penaltis          | 0                  | 0                    |
| Fueras de juego   | 1                  | 2                    |
| Posesión de balón | 39%                | 61%                  |

### Octavos de final

#### Argentina vs. Suiza
| 1 de julio, 13:00 | Argentina     | 1:0 (0:0, 0:0) (t. s.) | Suiza | Arena Corinthians, São Paulo                               |                                                            |
|                   | Di María 118' | Reporte                |       | Asistencia: 63 255 espectadores Árbitro(s): Jonas Eriksson | Asistencia: 63 255 espectadores Árbitro(s): Jonas Eriksson |

| 1          | Guardameta     | Sergio Romero      |        |
| 2          | Defensa        | Ezequiel Garay     |        |
| 4          | Defensa        | Pablo Zabaleta     |        |
| 16         | Defensa        | Marcos Rojo        | 105+1' |
| 17         | Defensa        | Federico Fernández |        |
| 5          | Centrocampista | Fernando Gago      | 106'   |
| 7          | Centrocampista | Ángel Di María     |        |
| 14         | Centrocampista | Javier Mascherano  |        |
| 9          | Delantero      | Gonzalo Higuaín    |        |
| 10         | Delantero      | Lionel Messi       |        |
| 22         | Delantero      | Ezequiel Lavezzi   | 74'    |
| Entrenador | Entrenador     | Alejandro Sabella  |        |

| 1          | Guardameta     | Diego Benaglio       |      |
| 2          | Defensa        | Stephan Lichtsteiner |      |
| 13         | Defensa        | Ricardo Rodríguez    |      |
| 20         | Defensa        | Johan Djourou        |      |
| 22         | Defensa        | Fabian Schär         |      |
| 8          | Centrocampista | Gökhan İnler         |      |
| 10         | Centrocampista | Granit Xhaka         | 66'  |
| 11         | Centrocampista | Valon Behrami        |      |
| 18         | Centrocampista | Admir Mehmedi        | 113' |
| 23         | Centrocampista | Xherdan Shaqiri      |      |
| 19         | Delantero      | Josip Drmić          | 82'  |
| Entrenador | Entrenador     | Ottmar Hitzfeld      |      |

| 18 | Delantero      | Rodrigo Palacio    | 74'    |
| 23 | Delantero      | José María Basanta | 105+1' |
| 6  | Centrocampista | Lucas Biglia       | 106'   |

| 16 | Centrocampista | Gelson Fernandes | 66'  |
| 9  | Delantero      | Haris Seferović  | 82'  |
| 15 | Centrocampista | Blerim Džemaili  | 113' |

| Anotado | 118' | Ángel Di María | 1:0 |

| Amonestado | 90'    | Marcos Rojo    |
| Amonestado | 120'   | Ángel Di María |
| Amonestado | 120+4' | Ezequiel Garay |

| Amonestado | 36' | Granit Xhaka     |
| Amonestado | 73' | Gelson Fernandes |

| Árbitro             | Jonas Eriksson    |
| Árbitros asistentes | Mathias Klasenius |
| Árbitros asistentes | Daniel Wärnmark   |
| Cuarto árbitro      | Svein Oddvar Moen |
| Quinto árbitro      | Kim Haglund       |

| 1          | Guardameta     | Sergio Romero      |        |
| 2          | Defensa        | Ezequiel Garay     |        |
| 4          | Defensa        | Pablo Zabaleta     |        |
| 16         | Defensa        | Marcos Rojo        | 105+1' |
| 17         | Defensa        | Federico Fernández |        |
| 5          | Centrocampista | Fernando Gago      | 106'   |
| 7          | Centrocampista | Ángel Di María     |        |
| 14         | Centrocampista | Javier Mascherano  |        |
| 9          | Delantero      | Gonzalo Higuaín    |        |
| 10         | Delantero      | Lionel Messi       |        |
| 22         | Delantero      | Ezequiel Lavezzi   | 74'    |
| Entrenador | Entrenador     | Alejandro Sabella  |        |

| 1          | Guardameta     | Diego Benaglio       |      |
| 2          | Defensa        | Stephan Lichtsteiner |      |
| 13         | Defensa        | Ricardo Rodríguez    |      |
| 20         | Defensa        | Johan Djourou        |      |
| 22         | Defensa        | Fabian Schär         |      |
| 8          | Centrocampista | Gökhan İnler         |      |
| 10         | Centrocampista | Granit Xhaka         | 66'  |
| 11         | Centrocampista | Valon Behrami        |      |
| 18         | Centrocampista | Admir Mehmedi        | 113' |
| 23         | Centrocampista | Xherdan Shaqiri      |      |
| 19         | Delantero      | Josip Drmić          | 82'  |
| Entrenador | Entrenador     | Ottmar Hitzfeld      |      |

| 18 | Delantero      | Rodrigo Palacio    | 74'    |
| 23 | Delantero      | José María Basanta | 105+1' |
| 6  | Centrocampista | Lucas Biglia       | 106'   |

| 16 | Centrocampista | Gelson Fernandes | 66'  |
| 9  | Delantero      | Haris Seferović  | 82'  |
| 15 | Centrocampista | Blerim Džemaili  | 113' |

| Anotado | 118' | Ángel Di María | 1:0 |

| Amonestado | 90'    | Marcos Rojo    |
| Amonestado | 120'   | Ángel Di María |
| Amonestado | 120+4' | Ezequiel Garay |

| Amonestado | 36' | Granit Xhaka     |
| Amonestado | 73' | Gelson Fernandes |

| Árbitro             | Jonas Eriksson    |
| Árbitros asistentes | Mathias Klasenius |
| Árbitros asistentes | Daniel Wärnmark   |
| Cuarto árbitro      | Svein Oddvar Moen |
| Quinto árbitro      | Kim Haglund       |

| Estadísticas      | Bandera de Argentina | Bandera de Suiza |
| Tiros             | 29                   | 15               |
| Tiros a puerta    | 8                    | 4                |
| Faltas            | 18                   | 29               |
| Saques de esquina | 13                   | 5                |
| Penaltis          | 0                    | 0                |
| Fueras de juego   | 1                    | 1                |
| Posesión de balón | 63%                  | 37%              |

### Cuartos de final

#### Argentina vs. Bélgica
| 5 de julio, 13:00 | Argentina  | 1:0 (1:0) | Bélgica | Estadio Nacional, Brasilia                                 |                                                            |
|                   | Higuaín 8' | Reporte   |         | Asistencia: 68 551 espectadores Árbitro(s): Nicola Rizzoli | Asistencia: 68 551 espectadores Árbitro(s): Nicola Rizzoli |

| 1          | Guardameta     | Sergio Romero      |     |
| 2          | Defensa        | Ezequiel Garay     |     |
| 4          | Defensa        | Pablo Zabaleta     |     |
| 15         | Defensa        | Martín Demichelis  |     |
| 23         | Defensa        | José María Basanta |     |
| 6          | Centrocampista | Lucas Biglia       |     |
| 7          | Centrocampista | Ángel Di María     | 33' |
| 14         | Centrocampista | Javier Mascherano  |     |
| 22         | Centrocampista | Ezequiel Lavezzi   | 71' |
| 9          | Delantero      | Gonzalo Higuaín    | 81' |
| 10         | Delantero      | Lionel Messi       |     |
| Entrenador | Entrenador     | Alejandro Sabella  |     |

| 1          | Guardameta     | Thibaut Courtois  |     |
| 2          | Defensa        | Toby Alderweireld |     |
| 4          | Defensa        | Vincent Kompany   |     |
| 5          | Defensa        | Jan Vertonghen    |     |
| 15         | Defensa        | Daniel Van Buyten |     |
| 6          | Centrocampista | Axel Witsel       |     |
| 7          | Centrocampista | Kevin De Bruyne   |     |
| 8          | Centrocampista | Marouane Fellaini |     |
| 10         | Centrocampista | Eden Hazard       | 75' |
| 11         | Centrocampista | Kevin Mirallas    | 60' |
| 17         | Delantero      | Divock Origi      | 59' |
| Entrenador | Entrenador     | Marc Wilmots      |     |

| 8  | Centrocampista | Enzo Pérez      | 33' |
| 18 | Delantero      | Rodrigo Palacio | 71' |
| 5  | Centrocampista | Fernando Gago   | 81' |

| 9  | Delantero      | Haris Seferović | 59' |
| 14 | Delantero      | Haris Seferović | 60' |
| 22 | Centrocampista | Blerim Džemaili | 75' |

| Anotado | 8' | Gonzalo Higuaín | 1:0 |

| Amonestado | 75' | Lucas Biglia |

| Amonestado | 53' | Eden Hazard       |
| Amonestado | 69' | Toby Alderweireld |

| Árbitro             | Nicola Rizzoli  |
| Árbitros asistentes | Renato Faverani |
| Árbitros asistentes | Andrea Stefani  |
| Cuarto árbitro      | Ben Williams    |
| Quinto árbitro      | Matthew Cream   |

| 1          | Guardameta     | Sergio Romero      |     |
| 2          | Defensa        | Ezequiel Garay     |     |
| 4          | Defensa        | Pablo Zabaleta     |     |
| 15         | Defensa        | Martín Demichelis  |     |
| 23         | Defensa        | José María Basanta |     |
| 6          | Centrocampista | Lucas Biglia       |     |
| 7          | Centrocampista | Ángel Di María     | 33' |
| 14         | Centrocampista | Javier Mascherano  |     |
| 22         | Centrocampista | Ezequiel Lavezzi   | 71' |
| 9          | Delantero      | Gonzalo Higuaín    | 81' |
| 10         | Delantero      | Lionel Messi       |     |
| Entrenador | Entrenador     | Alejandro Sabella  |     |

| 1          | Guardameta     | Thibaut Courtois  |     |
| 2          | Defensa        | Toby Alderweireld |     |
| 4          | Defensa        | Vincent Kompany   |     |
| 5          | Defensa        | Jan Vertonghen    |     |
| 15         | Defensa        | Daniel Van Buyten |     |
| 6          | Centrocampista | Axel Witsel       |     |
| 7          | Centrocampista | Kevin De Bruyne   |     |
| 8          | Centrocampista | Marouane Fellaini |     |
| 10         | Centrocampista | Eden Hazard       | 75' |
| 11         | Centrocampista | Kevin Mirallas    | 60' |
| 17         | Delantero      | Divock Origi      | 59' |
| Entrenador | Entrenador     | Marc Wilmots      |     |

| 8  | Centrocampista | Enzo Pérez      | 33' |
| 18 | Delantero      | Rodrigo Palacio | 71' |
| 5  | Centrocampista | Fernando Gago   | 81' |

| 9  | Delantero      | Haris Seferović | 59' |
| 14 | Delantero      | Haris Seferović | 60' |
| 22 | Centrocampista | Blerim Džemaili | 75' |

| Anotado | 8' | Gonzalo Higuaín | 1:0 |

| Amonestado | 75' | Lucas Biglia |

| Amonestado | 53' | Eden Hazard       |
| Amonestado | 69' | Toby Alderweireld |

| Árbitro             | Nicola Rizzoli  |
| Árbitros asistentes | Renato Faverani |
| Árbitros asistentes | Andrea Stefani  |
| Cuarto árbitro      | Ben Williams    |
| Quinto árbitro      | Matthew Cream   |

| Estadísticas      | Bandera de Argentina | Bandera de Bélgica |
| Tiros             | 10                   | 10                 |
| Tiros a puerta    | 2                    | 1                  |
| Faltas            | 11                   | 14                 |
| Saques de esquina | 3                    | 4                  |
| Penaltis          | 0                    | 0                  |
| Fueras de juego   | 1                    | 6                  |
| Posesión de balón | 46%                  | 54%                |

### Semifinal

#### Países Bajos vs. Argentina
| 9 de julio, 17:00 | Países Bajos                     | 0:0 (t. s.)(2:4 p.)        | Argentina                          | Arena Corinthians, São Paulo                             |                                                          |
|                   |                                  | Reporte                    |                                    | Asistencia: 63 267 espectadores Árbitro(s): Cüneyt Çakır | Asistencia: 63 267 espectadores Árbitro(s): Cüneyt Çakır |
|                   |                                  | Tiros desde el punto penal |                                    |                                                          |                                                          |
|                   | Vlaar · Robben · Sneijder · Kuyt |                            | Messi · Garay · Agüero · Rodríguez |                                                          |                                                          |

| 1          | Guardameta     | Jasper Cillessen    |     |
| 2          | Defensa        | Ron Vlaar           |     |
| 3          | Defensa        | Stefan de Vrij      |     |
| 4          | Defensa        | Bruno Martins Indi  | 46' |
| 5          | Defensa        | Daley Blind         |     |
| 15         | Defensa        | Dirk Kuyt           |     |
| 6          | Centrocampista | Nigel de Jong       | 62' |
| 10         | Centrocampista | Wesley Sneijder     |     |
| 20         | Centrocampista | Georginio Wijnaldum |     |
| 9          | Delantero      | Robin van Persie    | 96' |
| 11         | Delantero      | Arjen Robben        |     |
| Entrenador | Entrenador     | Louis van Gaal      |     |

| 1          | Guardameta     | Sergio Romero     |      |
| 2          | Defensa        | Ezequiel Garay    |      |
| 4          | Defensa        | Pablo Zabaleta    |      |
| 15         | Defensa        | Martín Demichelis |      |
| 16         | Defensa        | Marcos Rojo       |      |
| 6          | Centrocampista | Lucas Biglia      |      |
| 8          | Centrocampista | Enzo Pérez        | 81'  |
| 10         | Centrocampista | Lionel Messi      |      |
| 14         | Centrocampista | Javier Mascherano |      |
| 9          | Delantero      | Gonzalo Higuaín   | 82'  |
| 22         | Delantero      | Ezequiel Lavezzi  | 101' |
| Entrenador | Entrenador     | Alejandro Sabella |      |

| 7  | Defensa        | Daryl Janmaat       | 46' |
| 16 | Centrocampista | Jordy Clasie        | 62' |
| 19 | Delantero      | Klaas-Jan Huntelaar | 96' |

| 18 | Delantero      | Rodrigo Palacio | 81'  |
| 20 | Delantero      | Sergio Agüero   | 82'  |
| 11 | Centrocampista | Maxi Rodríguez  | 101' |

| Ron Vlaar       | Fallo de penal   | 0:0 |                  |                |
|                 |                  | 0:1 | Acierto de penal | Lionel Messi   |
| Arjen Robben    | Acierto de penal | 1:1 |                  |                |
|                 |                  | 1:2 | Acierto de penal | Ezequiel Garay |
| Wesley Sneijder | Fallo de penal   | 1:2 |                  |                |
|                 |                  | 1:3 | Acierto de penal | Sergio Agüero  |
| Dirk Kuyt       | Acierto de penal | 2:3 |                  |                |
|                 |                  | 2:4 | Acierto de penal | Maxi Rodríguez |

| Amonestado | 45'  | Bruno Martins Indi  |
| Amonestado | 105' | Klaas-Jan Huntelaar |

| Amonestado | 49' | Martín Demichelis |

| Árbitro             | Cüneyt Çakır      |
| Árbitros asistentes | Bahattin Duran    |
| Árbitros asistentes | Tarık Ongun       |
| Cuarto árbitro      | Jonas Eriksson    |
| Quinto árbitro      | Mathias Klasenius |

| 1          | Guardameta     | Jasper Cillessen    |     |
| 2          | Defensa        | Ron Vlaar           |     |
| 3          | Defensa        | Stefan de Vrij      |     |
| 4          | Defensa        | Bruno Martins Indi  | 46' |
| 5          | Defensa        | Daley Blind         |     |
| 15         | Defensa        | Dirk Kuyt           |     |
| 6          | Centrocampista | Nigel de Jong       | 62' |
| 10         | Centrocampista | Wesley Sneijder     |     |
| 20         | Centrocampista | Georginio Wijnaldum |     |
| 9          | Delantero      | Robin van Persie    | 96' |
| 11         | Delantero      | Arjen Robben        |     |
| Entrenador | Entrenador     | Louis van Gaal      |     |

| 1          | Guardameta     | Sergio Romero     |      |
| 2          | Defensa        | Ezequiel Garay    |      |
| 4          | Defensa        | Pablo Zabaleta    |      |
| 15         | Defensa        | Martín Demichelis |      |
| 16         | Defensa        | Marcos Rojo       |      |
| 6          | Centrocampista | Lucas Biglia      |      |
| 8          | Centrocampista | Enzo Pérez        | 81'  |
| 10         | Centrocampista | Lionel Messi      |      |
| 14         | Centrocampista | Javier Mascherano |      |
| 9          | Delantero      | Gonzalo Higuaín   | 82'  |
| 22         | Delantero      | Ezequiel Lavezzi  | 101' |
| Entrenador | Entrenador     | Alejandro Sabella |      |

| 7  | Defensa        | Daryl Janmaat       | 46' |
| 16 | Centrocampista | Jordy Clasie        | 62' |
| 19 | Delantero      | Klaas-Jan Huntelaar | 96' |

| 18 | Delantero      | Rodrigo Palacio | 81'  |
| 20 | Delantero      | Sergio Agüero   | 82'  |
| 11 | Centrocampista | Maxi Rodríguez  | 101' |

| Ron Vlaar       | Fallo de penal   | 0:0 |                  |                |
|                 |                  | 0:1 | Acierto de penal | Lionel Messi   |
| Arjen Robben    | Acierto de penal | 1:1 |                  |                |
|                 |                  | 1:2 | Acierto de penal | Ezequiel Garay |
| Wesley Sneijder | Fallo de penal   | 1:2 |                  |                |
|                 |                  | 1:3 | Acierto de penal | Sergio Agüero  |
| Dirk Kuyt       | Acierto de penal | 2:3 |                  |                |
|                 |                  | 2:4 | Acierto de penal | Maxi Rodríguez |

| Amonestado | 45'  | Bruno Martins Indi  |
| Amonestado | 105' | Klaas-Jan Huntelaar |

| Amonestado | 49' | Martín Demichelis |

| Árbitro             | Cüneyt Çakır      |
| Árbitros asistentes | Bahattin Duran    |
| Árbitros asistentes | Tarık Ongun       |
| Cuarto árbitro      | Jonas Eriksson    |
| Quinto árbitro      | Mathias Klasenius |

| Estadísticas      | Bandera de los Países Bajos | Bandera de Argentina |
| Tiros             | 7                           | 8                    |
| Tiros a puerta    | 1                           | 4                    |
| Faltas            | 15                          | 10                   |
| Saques de esquina | 4                           | 4                    |
| Penaltis          | 0                           | 0                    |
| Fueras de juego   | 4                           | 4                    |
| Posesión de balón | 56%                         | 44%                  |

### Final

#### Alemania vs. Argentina
| 13 de julio, 16:00 | Alemania   | 1:0 (0:0, 0:0) (t. s.) | Argentina | Estadio Maracaná, Río de Janeiro                           |                                                            |
|                    | Götze 113' | Reporte                |           | Asistencia: 74 738 espectadores Árbitro(s): Nicola Rizzoli | Asistencia: 74 738 espectadores Árbitro(s): Nicola Rizzoli |

| 1          | Guardameta     | Manuel Neuer           |      |
| 4          | Defensa        | Benedikt Höwedes       |      |
| 5          | Defensa        | Mats Hummels           |      |
| 16         | Defensa        | Philipp Lahm           |      |
| 20         | Defensa        | Jérôme Boateng         |      |
| 7          | Centrocampista | Bastian Schweinsteiger |      |
| 18         | Centrocampista | Toni Kroos             |      |
| 23         | Centrocampista | Christoph Kramer       | 32'  |
| 8          | Delantero      | Mesut Özil             | 120' |
| 11         | Delantero      | Miroslav Klose         | 88'  |
| 13         | Delantero      | Thomas Müller          |      |
| Entrenador | Entrenador     | Joachim Löw            |      |

| 1          | Guardameta     | Sergio Romero     |     |
| 2          | Defensa        | Ezequiel Garay    |     |
| 4          | Defensa        | Pablo Zabaleta    |     |
| 15         | Defensa        | Martín Demichelis |     |
| 16         | Defensa        | Marcos Rojo       |     |
| 6          | Centrocampista | Lucas Biglia      |     |
| 8          | Centrocampista | Enzo Pérez        | 86' |
| 10         | Centrocampista | Lionel Messi      |     |
| 14         | Centrocampista | Javier Mascherano |     |
| 9          | Delantero      | Gonzalo Higuaín   | 78' |
| 22         | Delantero      | Ezequiel Lavezzi  | 46' |
| Entrenador | Entrenador     | Alejandro Sabella |     |

| 9  | Delantero      | André Schürrle  | 32'  |
| 19 | Centrocampista | Mario Götze     | 88'  |
| 17 | Defensa        | Per Mertesacker | 120' |

| 20 | Delantero      | Sergio Agüero   | 46' |
| 18 | Delantero      | Rodrigo Palacio | 78' |
| 5  | Centrocampista | Fernando Gago   | 86' |

| Anotado | 113' | Mario Götze | 1:0 |

| Amonestado | 29' | Bastian Schweinsteiger |
| Amonestado | 34' | Benedikt Höwedes       |

| Amonestado | 64' | Javier Mascherano |
| Amonestado | 65' | Sergio Agüero     |

| Árbitro             | Nicola Rizzoli    |
| Árbitros asistentes | Renato Faverani   |
| Árbitros asistentes | Andrea Stefani    |
| Cuarto árbitro      | Carlos Vera       |
| Quinto árbitro      | Christian Lescano |

| 1          | Guardameta     | Manuel Neuer           |      |
| 4          | Defensa        | Benedikt Höwedes       |      |
| 5          | Defensa        | Mats Hummels           |      |
| 16         | Defensa        | Philipp Lahm           |      |
| 20         | Defensa        | Jérôme Boateng         |      |
| 7          | Centrocampista | Bastian Schweinsteiger |      |
| 18         | Centrocampista | Toni Kroos             |      |
| 23         | Centrocampista | Christoph Kramer       | 32'  |
| 8          | Delantero      | Mesut Özil             | 120' |
| 11         | Delantero      | Miroslav Klose         | 88'  |
| 13         | Delantero      | Thomas Müller          |      |
| Entrenador | Entrenador     | Joachim Löw            |      |

| 1          | Guardameta     | Sergio Romero     |     |
| 2          | Defensa        | Ezequiel Garay    |     |
| 4          | Defensa        | Pablo Zabaleta    |     |
| 15         | Defensa        | Martín Demichelis |     |
| 16         | Defensa        | Marcos Rojo       |     |
| 6          | Centrocampista | Lucas Biglia      |     |
| 8          | Centrocampista | Enzo Pérez        | 86' |
| 10         | Centrocampista | Lionel Messi      |     |
| 14         | Centrocampista | Javier Mascherano |     |
| 9          | Delantero      | Gonzalo Higuaín   | 78' |
| 22         | Delantero      | Ezequiel Lavezzi  | 46' |
| Entrenador | Entrenador     | Alejandro Sabella |     |

| 9  | Delantero      | André Schürrle  | 32'  |
| 19 | Centrocampista | Mario Götze     | 88'  |
| 17 | Defensa        | Per Mertesacker | 120' |

| 20 | Delantero      | Sergio Agüero   | 46' |
| 18 | Delantero      | Rodrigo Palacio | 78' |
| 5  | Centrocampista | Fernando Gago   | 86' |

| Anotado | 113' | Mario Götze | 1:0 |

| Amonestado | 29' | Bastian Schweinsteiger |
| Amonestado | 34' | Benedikt Höwedes       |

| Amonestado | 64' | Javier Mascherano |
| Amonestado | 65' | Sergio Agüero     |

| Árbitro             | Nicola Rizzoli    |
| Árbitros asistentes | Renato Faverani   |
| Árbitros asistentes | Andrea Stefani    |
| Cuarto árbitro      | Carlos Vera       |
| Quinto árbitro      | Christian Lescano |

| Estadísticas      | Bandera de Alemania | Bandera de Argentina |
| Tiros             | 10                  | 10                   |
| Tiros a puerta    | 7                   | 2                    |
| Faltas            | 20                  | 16                   |
| Saques de esquina | 5                   | 3                    |
| Penaltis          | 0                   | 0                    |
| Fueras de juego   | 3                   | 2                    |
| Posesión de balón | 60%                 | 40%                  |

## Estadísticas

### Participación de jugadores
| #  | Pos        | Jugador         | PJ (T/S) | Minutos Jugados | Goles recibidos | Atajos (T/TA) | Tarjetas Amarillas | Doble Tarjeta Amarilla y Roja | Tarjetas Rojas |
| -- | ---------- | --------------- | -------- | --------------- | --------------- | ------------- | ------------------ | ----------------------------- | -------------- |
| 1  | Guardameta | Sergio Romero   | 7 (7/0)  | 720             | 4               | 77/43         | -                  | -                             | -              |
| 12 | Guardameta | Agustín Orión   | -        | -               | -               | -             | -                  | -                             | -              |
| 21 | Guardameta | Mariano Andújar | -        | -               | -               | -             | -                  | -                             | -              |

| #  | Pos            | Jugador            | PJ (T/S) | Minutos Jugados | (P) | Asistencias | Tarjetas Amarillas | Doble Tarjeta Amarilla y Roja | Tarjetas Rojas |
| -- | -------------- | ------------------ | -------- | --------------- | --- | ----------- | ------------------ | ----------------------------- | -------------- |
| 2  | Defensa        | Ezequiel Garay     | 7 (7/0)  | 720             | -   | -           | 1                  | -                             | -              |
| 3  | Defensa        | Hugo Campagnaro    | 1 (1/0)  | 45              | -   | -           | -                  | -                             | -              |
| 4  | Defensa        | Pablo Zabaleta     | 7 (7/0)  | 720             | -   | -           | -                  | -                             | -              |
| 5  | Centrocampista | Fernando Gago      | 6 (3/3)  | 373             | -   | -           | -                  | -                             | -              |
| 6  | Centrocampista | Lucas Biglia       | 7 (3/4)  | 350             | -   | -           | 1                  | -                             | -              |
| 7  | Centrocampista | Ángel Di María     | 5 (5/0)  | 422             | 1   | -           | 1                  | -                             | -              |
| 8  | Centrocampista | Enzo Pérez         | 3 (2/1)  | 224             | -   | -           | -                  | -                             | -              |
| 9  | Delantero      | Gonzalo Higuaín    | 7 (6/1)  | 571             | 1   | 1           | -                  | -                             | -              |
| 10 | Delantero      | Lionel Messi       | 7 (7/0)  | 693             | 4   | 1           | -                  | -                             | -              |
| 11 | Centrocampista | Maxi Rodríguez     | 2 (1/1)  | 64              | -   | -           | -                  | -                             | -              |
| 13 | Centrocampista | Augusto Fernández  | -        | -               | -   | -           | -                  | -                             | -              |
| 14 | Centrocampista | Javier Mascherano  | 7 (7/0)  | 720             | -   | -           | 1                  | -                             | -              |
| 15 | Defensa        | Martín Demichelis  | 3 (3/0)  | 330             | -   | -           | 1                  | -                             | -              |
| 16 | Defensa        | Marcos Rojo        | 6 (6/0)  | 614             | 1   | -           | 2                  | -                             | -              |
| 17 | Defensa        | Federico Fernández | 4 (4/0)  | 390             | -   | -           | -                  | -                             | -              |
| 18 | Delantero      | Rodrigo Palacio    | 5 (0/5)  | 160             | -   | -           | -                  | -                             | -              |
| 19 | Centrocampista | Ricardo Álvarez    | 1 (0/1)  | 27              | -   | -           | -                  | -                             | -              |
| 20 | Delantero      | Sergio Agüero      | 5 (3/2)  | 314             | -   | -           | 1                  | -                             | -              |
| 22 | Delantero      | Ezequiel Lavezzi   | 6 (4/2)  | 357             | -   | 1           | -                  | -                             | -              |
| 23 | Defensa        | José Basanta       | 2 (1/1)  | 106             | -   | -           | -                  | -                             | -              |

### Goleadores y premios
Tabla confeccionada a partir de los criterios utilizados para elegir la Bota de oro.
Referencias:

GF: goles a favor.

AST: asistencias.

MINP: minutos jugados.
| Jugador         | PJ | GF | A | Premios        |
| --------------- | -- | -- | - | -------------- |
| Lionel Messi    | 7  | 4  | 1 | Equipo estelar |
| Gonzalo Higuaín | 7  | 1  | 1 | -              |
| Ángel Di María  | 5  | 1  | 0 | Equipo estelar |
| Marcos Rojo     | 6  | 1  | 0 | -              |